# 多瑙河畔毛特恩
多瑙河畔毛特恩是奥地利下奥地利州克雷姆斯兰县的一个市镇。总面积9.14平方公里，总人口3317人，人口密度362.9人/平方公里（2005年）。